# Google Global Cache
Google Global Cache — программно-аппаратный комплекс компании Google, предназначенный для оптимизации нагрузки на мощности Интернет-провайдера при работе с сервисами Google (один из элементов Content Delivery Network).
Оборудование GGC размещается на площадке провайдера и используется для кэширования ресурсов сервисов YouTube, картинок и проч. с целью повторной выдачи другим пользователям данного провайдера при вторичном запросе — не загружая глобальную сеть и мощности Google. Повторная выдача осуществляется из GGC, что приводит к заметному ускорению передачи объемных ресурсов пользователям данного провайдера.
Интернет-провайдеры могут запросить предоставление комплекса через заявку на сайте Google GGC Program.

## Google Global Cache в России
В 2017 году Роскомнадзор опубликовал информацию о своих планах ограничить использование GGC в России.
В 2018 году начали появляться сообщения о том, что Роскомнадзор начал выставлять штрафы провайдерам, использующим GGC в своей инфраструктуре.
В мае 2022 года компания Google начала отключать серверы Google Global Cache, установленные в России.